# Phyllothalestris mysis
Phyllothalestris mysis är en kräftdjursart som först beskrevs av Claus 1863.  Phyllothalestris mysis ingår i släktet Phyllothalestris och familjen Thalestridae. Arten är reproducerande i Sverige. Inga underarter finns listade i Catalogue of Life.